# Hans Besold
Hans Besold (* 18. Juli 1893 in Kulmbach; † 2. Februar 1974) war ein deutscher Elektrotechniker.

## Studium
Hans Besold studierte Elektrotechnik an der TU München bis zum Kriegsausbruch 1914. Wegen einer schweren Verletzung wurde er vor Kriegsende entlassen, arbeitete vorübergehend bei den Siemens-Schuckertwerken und setzte sein Studium in Karlsruhe fort. Während seines Studiums wurde er 1918 Mitglied der Karlsruher Burschenschaft Germania.

## Beruf
Dezember 1919, nach Abschluss des Studiums, begann er als Schaltingenieur im Schaltwerk in Berlin zu arbeiten. Später wurde er Werksleiter des Kleinbauwerkes, zu dem er 1935 übergetreten war. 1941 kehrte er in das Schaltwerk zurück und übernahm dessen Führung. Besold erlebte die teilweise Zerstörung und 1945 die Demontage des Werkes. Unter seiner Leitung fand der Wiederaufbau statt.
Besold war Generalbevollmächtigter der Siemens-Schuckert-Werke. Aus seiner 40-jährigen Tätigkeit bei Siemens stammen zahlreiche Veröffentlichungen und Patente. 

## Verbände
Besold engagierte sich im VDE, im Zentralverband der Elektroindustrie und im Deutschen Normenausschuss, und war Mitglied und zum Teil Vorsitzender mehrere Ausschüsse. 1956 bis 1962 war er Vorsitzender des Fachnormenausschusses Elektrotechnik. 
Besold gehörte zu den Wiederbegründern des Elektrotechnischen Vereins Berlin nach dem Zweiten Weltkrieg. Zum 65. Geburtstag wurde er zu dessen Ehrenmitglied ernannt.